# Programme d'études balistiques de base

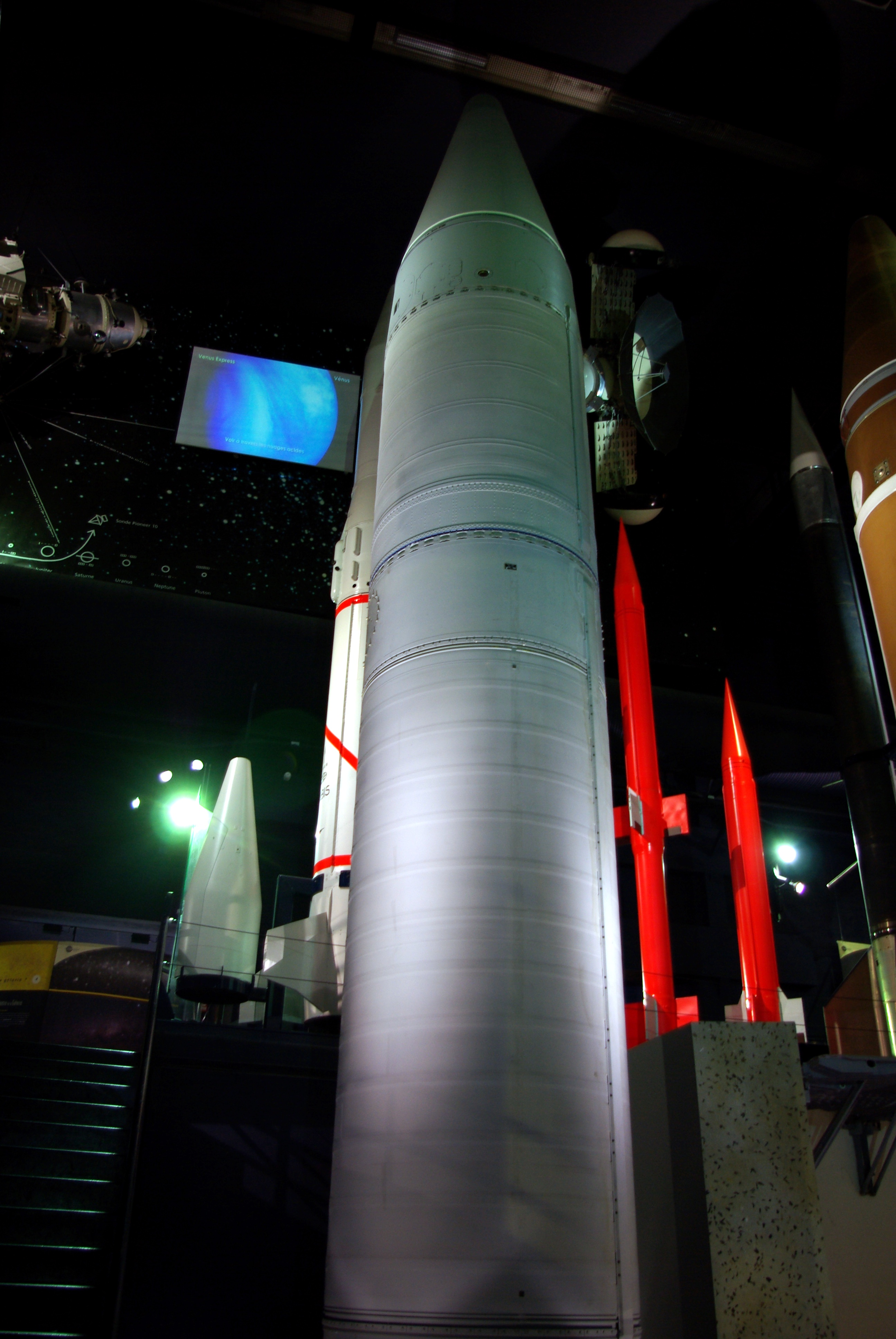
Missile S2.

Le programme d'études balistiques de base (EBB), aussi dit des « Pierres précieuses » originellement « Constellations », est un programme militaire français dirigé par la SEREB et les sociétés Nord-Aviation et Sud-Aviation. Il a comme objectif d’acquérir le savoir faire pour le développement du missile S2, qui aboutira involontairement à la création du lanceur Diamant à partir des fusées expérimentales, ce qui fera de la France la troisième puissance spatiale mondiale après les États-Unis et l'URSS.

## Histoire

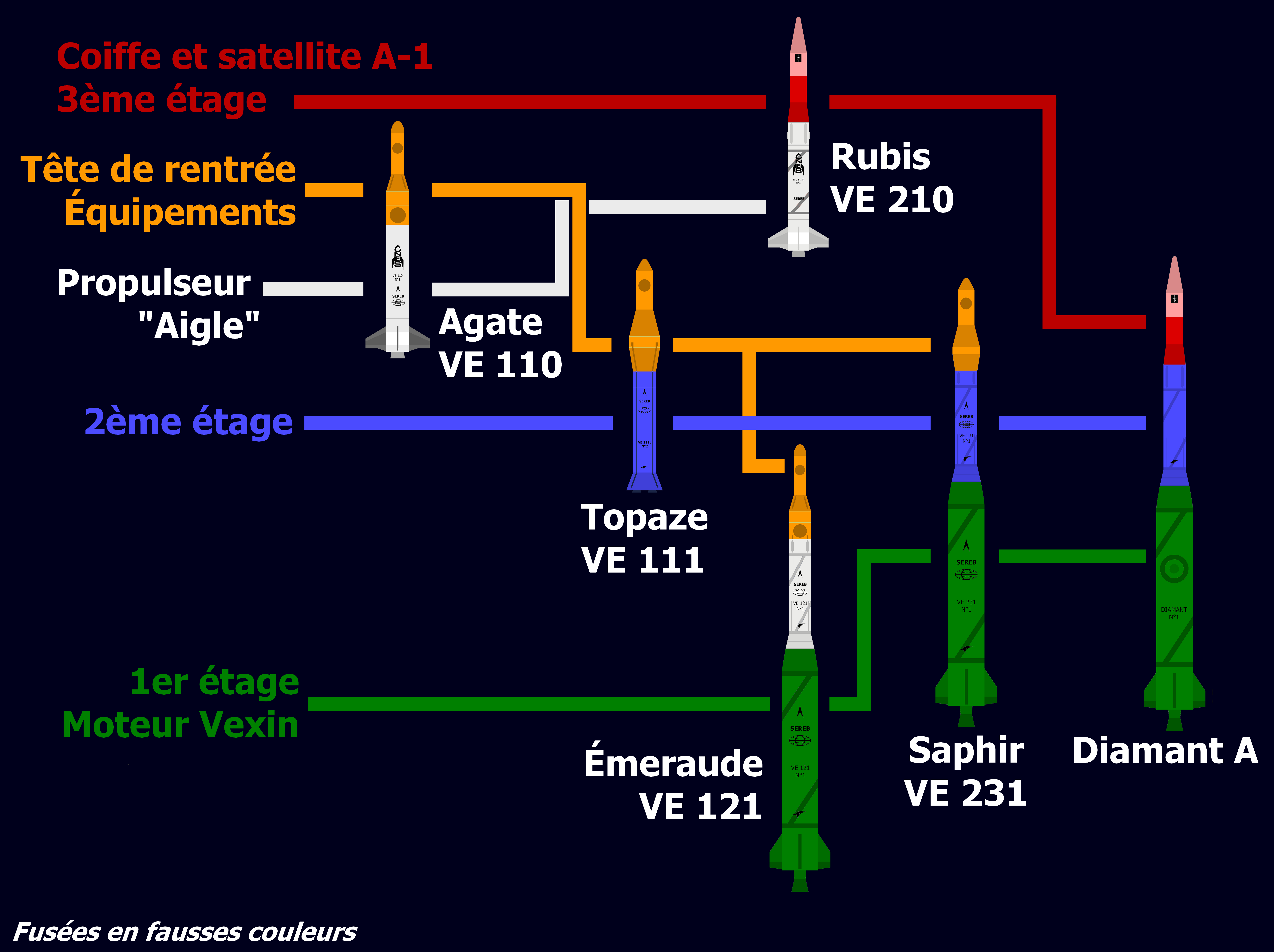
Évolution des fusées expérimentales du programme, qui aboutira involontairement au premier lanceur français.

Lors de la Seconde Guerre mondiale, les Allemands ont développé le missile V2, considéré comme l’ancêtre de tous les lanceurs modernes. À la fin de la guerre, les Américains exfiltrent la majorité des chercheurs ayant contribué au développement du V2 aux États-Unis lors de l'opération Paperclip. Les Soviétiques, la France et le Royaume-Uni ne récupèrent que des pièces détachées du missile. En avril 1960, le président Charles de Gaulle décide que la France possèdera une force de frappe indépendante (en excluant toute coopération avec l’OTAN) qui devait se concrétiser quelques années plus tard sous la forme de trois composantes stratégiques : 
- une composante aéroportée avec les bombardiers Mirages IV,
- une composante terrestre avec les missiles SSBS (Sol-Sol Balistique Stratégique),
- une composante navale avec les missiles MSBS (Mer-Sol Balistique Stratégique).

Début 1961, le programme d’études balistiques de base fut mis en place pour acquérir tout le savoir faire pour le développement de missiles balistiques. Plusieurs fusées expérimentales furent conçues pour tester les équipements autres que la charge explosive : 
- Les ogives VE 8 sont les premiers véhicules du programme.
- Les fusées VE 9 sont les premières fusées du programme.
- Les fusées Aigle (nom de code : VE 10 Aigle) réalisent les premiers tests de mise en œuvre du champ de tir, et des moyens d'essais tels que la mise au point et la récupération d'une tête de mesures et de la case à équipements.
- Les fusées Agate (nom de code : VE 110 Agate) (8 tirs tous réussis), avec le même objectif que la série « Aigle », permettent de mettre au point les systèmes de télémesure et les installations au sol (1961 à 1963).
- Les fusées Topaze (nom de code : VE 111 Topaze) (14 tirs dont 1 échec) qualifient le deuxième étage, les systèmes de guidage et de pilotage ainsi que le profil de la tête de rentrée du missile (1962 à 1965).
- Les fusées Émeraude (nom de code : VE 121 Emeraude) (5 tirs dont 3 échecs) valident le fonctionnement du 1er étage, en particulier la tuyère orientable et des dispositifs de guidage (1964 à 1965).
- Les fusées Saphir (nom de code : VE 231 Saphir) (3 tirs dont 1 échec partiel + 6 tirs dédiés au missile) permettent de tester l'intégration des 1er et 2e étage, et le guidage du missile pour les premiers étages (1965 à 1967).
- Les fusées Rubis (nom de code : VE 210) (6 tirs de qualification dont 2 échecs) qualifient le 3e étage de la fusée Diamant, la séparation de la coiffe et du 3e étage ainsi que le système de stabilisation et les procédures de suivi de satellisation (1964 à 1967).

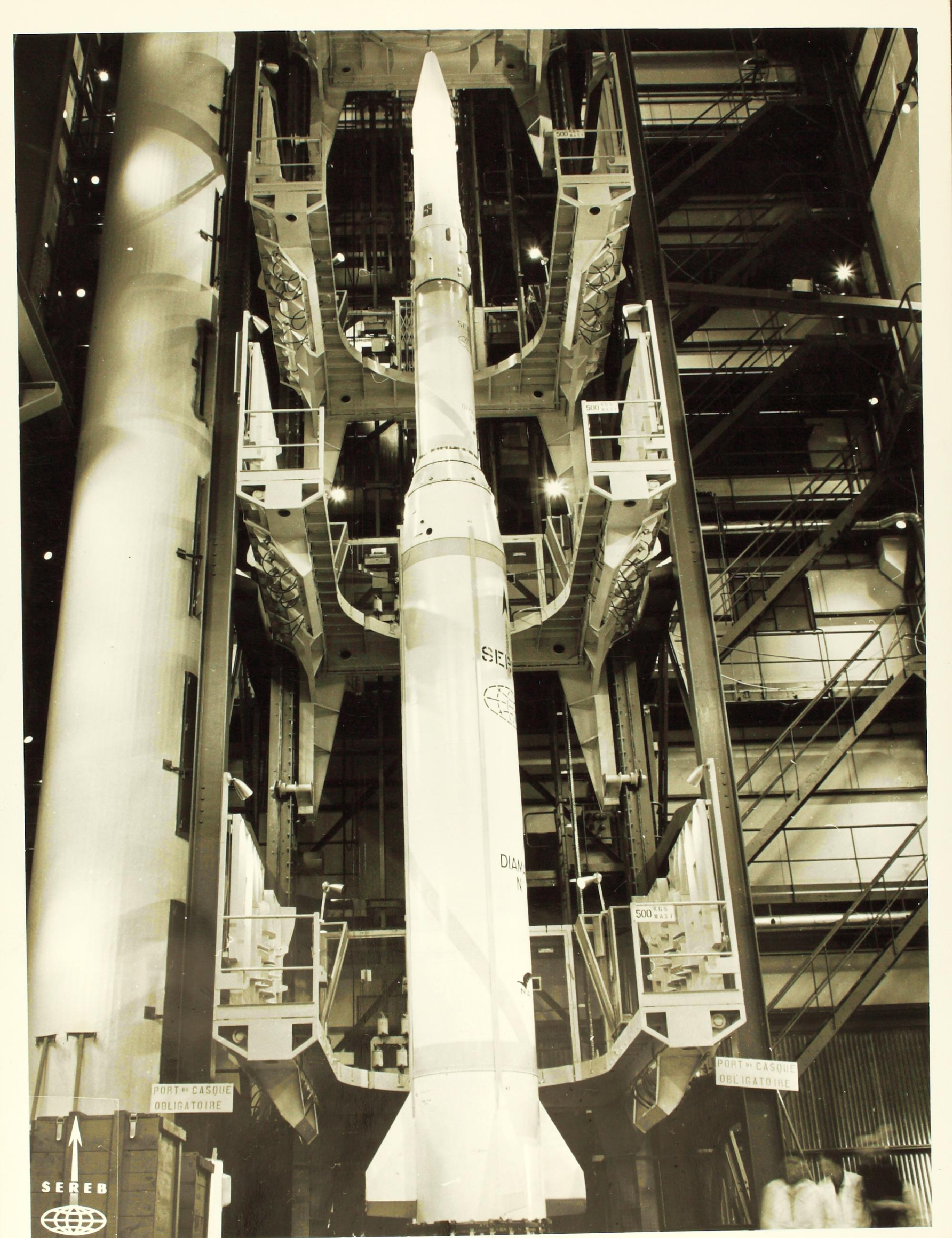
La fusée Diamant.

La SEREB imagine alors la possibilité d'un lanceur spatial capable de placer une charge utile en orbite terrestre basse. Une proposition est faite au ministre de l’Intérieur de combiner les deux étages d'une fusée Saphir avec l'étage supérieur d'une fusée Rubis, pour créer le lanceur à trois étages Diamant. En mars 1962, le Centre national d'études spatiales (CNES) est créé, et la même année, le CNES signe l’accord de création de l'ESRO (European Space Research Organisation) qui deviendra dans les années 70 l’European Space Agency (ESA). Le CNES, prit en charge le projet qui aboutit le 26 novembre 1965 avec le lancement réussi du satellite Astérix par une Diamant A depuis la base d’Hammaguir en Algérie.